# Sidónio Pais
Sidónio Bernardino Cardoso da Silva Pais (Caminha, 1 de mayo de 1872-Lisboa, 14 de diciembre de 1918), fue un militar y político portugués, cuarto presidente de la República Portuguesa, conocido como el «Presidente-Rey».

## Biografía
En 1888 inicia su carrera militar al entrar en la Escuela del Ejército por la rama de Artillería. En 1892 fue ascendido a alférez, en 1895 es ya teniente y en 1906 es nombrado capitán. En paralelo a esto, se licenció en Matemáticas en 1898 por la universidad de Coímbra donde posteriormente impartió clases de Cálculo diferencial e integral.
Profesó ideas republicanas desde que frecuentó la Universidad y, como muchos republicanos, sus ideas políticas estaban relacionadas con la masonería.
Tras la implantación de la República, desempeñó varios cargos políticos: diputado en la Asamblea Constituyente, ministro de Fomento en el gobierno de João Chagas, ministro de Finanzas en el gobierno de Augusto de Vasconcelos, y embajador de Portugal en Berlín, donde se establece hasta que, el 9 de marzo de 1916 vuelve a Portugal tras recibir el país una declaración de guerra de Alemania (I Guerra Mundial).

### Gobierno
El 5 de diciembre de 1917 encabeza un golpe de Estado. El 27 de diciembre asume el cargo de presidente de la República en funciones, siendo sometido luego a votación. El mandato legitimado por el sufragio comienza el 9 de mayo de 1918.
Mantiene desde el principio una actitud dictatorial. Comienza por alterar la ley electoral según su voluntad, sin consultar al Congreso. Modifica las leyes ya establecidas sobre la separación del Estado y la Iglesia Católica.
Entre tanto, las tropas portuguesas son masacradas en La Lys. La respuesta social en el país aumenta. Sufre un atentado, al que sobrevive, el 5 de diciembre de 1918. No sucederá lo mismo en la estación de Rossio, donde es disparado y asesinado por José Júlio da Costa el 14 de diciembre de 1918.